# De immortalitate animae
Il De immortalitate animae (Sull'immortalità dell'anima) è l'opera principale del filosofo italiano Pietro Pomponazzi, terminata nel 1516.

## Temi e contenuto
In Sull'immortalità dell'anima Pomponazzi sostiene specificamente che Tommaso d'Aquino e Aristotele si scontrano sulla questione dell'immortalità dell'anima. Sebbene lo stesso Pomponazzi non segua Aristotele sotto questo aspetto, ritiene che Aristotele sostiene molto chiaramente l'assoluta mortalità dell'anima, con solo caratteristiche limitate di immortalità. Non fu il primo a fare questa affermazione e sembra che sia stato influenzato dal commentatore greco di Aristotele, Alessandro di Afrodisia. Afferma inoltre che l'immortalità dell'anima non può essere determinata attraverso la ragione, e quindi deve essere lasciata alle potenze di Dio. Poiché le Scritture rivelano che Dio ha reso l'anima immortale, argomentava Pomponazzi, anche noi possiamo accettare come vera l'immortalità dell'anima e andare così oltre i limiti della ragione. (Questo dibattito influenzò il suo successore alla cattedra Cesare Cremonini, nel 1591-1631, la cui adesione ad Aristotele portò alla conclusione opposta della mortalità dell'anima.

## Influsso e conseguenze dell'opera
L'opera suscitò una tempesta di polemiche tra i tomisti ortodossi della Chiesa cattolica, gli averroisti capeggiati da Agostino Nifo, e la cosiddetta Scuola Alessandrista.  Il trattato fu così bruciato a Venezia e lo stesso Pomponazzi corse serio rischio di morte per mano dei cattolici. Seguirono, tra l'altro, due opuscoli, l'Apologia e il Defensorium, in cui spiegava la sua posizione paradossale di materialista cattolico e filosofico.
Agostino Nifo scrisse un omonimo Immortalità dell'anima pubblicato il 27 ottobre 1518 e, in seconda edizione, nel 1521. Pomponazzi redasse in risposta il Defensorium in soli due mesi, segno dell'importanza attribuita all'opera di Nifo, ritenuta la principale di quelle dei suoi contestatori. Nifo gli rimproverò di non avere trattato il tema dell'immortalità da peripatetico ortodosso e di aver tenuto in poco conto, o di aver ignorato, i testi aristotelici che, a suo avviso, non erano interpretabili in senso mortalistico. In accordo col tomismo, Nifo sostenne che l'attività dell'intelletto partiva dall'immaginazione sensibile in unione col corpo, ma che era dotata di una propria vita autonoma anche dopo la morte.

## Pomponazzi e l'aristotelismo
Pomponazzi è profondamente interessante come araldo del Rinascimento. Egli è nato nel periodo di transizione in cui il formalismo scolastico stava perdendo presa sugli uomini sia nella Chiesa che fuori. Questa identificazione era così stretta che qualsiasi attacco ad Aristotele, o anche solo un tentativo di riaprire le vecchie discussioni sui problemi aristotelici, era considerato una pericolosa eresia. Pomponazzi rivendicò il diritto di studiare Aristotele per conto suo e si dedicò al De anima con l'intento di dimostrare che Tommaso d'Aquino aveva del tutto frainteso la teoria aristotelica dell'intelletto attivo e passivo. Pomponazzi, tra l'altro, dichiarò la sua adesione alla fede cattolica.
L'opera di Pomponazzi suscitò un enorme dibattito. I pensatori rinascimentali si divisero soprattutto sull'interpretazione di un ristretto numero di testi aristotelici, tra cui il De generatione animalium. Aristotele sottolineò che nel processo di generazione di un nuovo essere solo l'intelletto viene dall'esterno (De generatione animalium II 3).